# 三线坐标
平面几何中，一点关于给定三角形的三线坐标描述了它到三角形三条边的相对距离。三线坐标是齐次坐标的一个例子，经常简称为三线。

## 例子
内心有三线{\displaystyle 1:1:1}，这就是说，从三角形{\displaystyle ABC}的内心到边{\displaystyle BC}、{\displaystyle CA}、{\displaystyle AB}的有向距离和实际距离有序三元组{\displaystyle (r,r,r)}成比例，这里{\displaystyle r}是三角形{\displaystyle ABC}内切圆的半径。注意到记号{\displaystyle x:y:z}用比例冒号区分三线和实际有向距离。实际距离有序三元组{\displaystyle (kx,ky,kz)}，能从比例{\displaystyle x:y:z}得到，利用面积关系不难算得
{\displaystyle k={\frac {2\sigma }{ax+by+cz}},}
这里{\displaystyle a}, {\displaystyle b}, {\displaystyle c}分别是边长{\displaystyle BC}、{\displaystyle CA}、{\displaystyle AB}，{\displaystyle \sigma =ABC}的面积。（“逗号记法”应该避免使用。因为记号{\displaystyle (x,y,z)}意味着是一个有序三元组，不允许{\displaystyle (x,y,z)=(2x,2y,2z)}之类运算；然而“比号记法”允许{\displaystyle x:y:z=2x:2y:2z}。）
设{\displaystyle A}、{\displaystyle B}和{\displaystyle C}不仅表示三角形的顶点，也是在相应顶点的角。一些熟知点的三线如下：
- {\displaystyle A=1:0:0}
- {\displaystyle B=0:1:0}
- {\displaystyle C=0:0:1}
- 内心 {\displaystyle =1:1:1}
- A-旁心{\displaystyle =-1:1:1}
- B-旁心 {\displaystyle =1:-1:1}
- C-旁心 {\displaystyle =1:1:-1}
- 外心 {\displaystyle =\cos A:\cos B:\cos C}
- 垂心 {\displaystyle =\sec A:\sec B:\sec C}
- 九点圆圆心 {\displaystyle =\cos(B-C):\cos(C-A):\cos(A-B)}
- 重心 {\displaystyle =bc:ca:ab={\frac {1}{a}}:{\frac {1}{b}}:{\frac {1}{c}}=\csc A:\csc B:\csc C}
- 类似重心 {\displaystyle =a:b:c=\sin A:\sin B:\sin C}

注意到，内心一般不是重心，重心有重心坐标1:1:1（它们和实际有向面积{\displaystyle BGC}、{\displaystyle CGA}、{\displaystyle AGB}成比例，这里{\displaystyle G=}重心）。

## 公式
利用三线坐标可将许多代数方法运用于三角形几何。比如，三点
{\displaystyle P=p:q:r}
{\displaystyle U=u:v:w}
{\displaystyle X=x:y:z}
是共线的，当且仅当行列式：
{\displaystyle D={\begin{bmatrix}p&q&r\\u&v&w\\x&y&z\end{bmatrix}}}
等于0。这性质的对偶是三条直线
{\displaystyle p\alpha +q\beta +r\gamma =0}
{\displaystyle u\alpha +v\beta +w\gamma =0}
{\displaystyle x\alpha +y\beta +z\gamma =0}
交于一点（若无穷远点，即平行）当且仅当{\displaystyle D=0}。
另外可算得三角形{\displaystyle PUX}的面积{\displaystyle =KD}，这里{\displaystyle K={\frac {abc}{8\sigma ^{2}}}}，如果{\displaystyle PUX}和{\displaystyle ABC} 定向相同，定向相反则{\displaystyle K=-{\frac {abc}{8\sigma ^{2}}}}。
许多三次曲线用三线容易表示。比如，中枢自等共轭三次曲线Z（U,P），作为点X的轨迹使得X的P-等共轭点位于直线UX上，由行列式方程
{\displaystyle {\begin{bmatrix}x&y&z\\qryz&rpzx&pqxy\\u&v&w\end{bmatrix}}=0}
确定。一些有名的三次曲线Z（U,P）：
Thomson三次曲线：Z（X（2）,X (1))，这里X (2) = 重心，X (1) = 内心
Feuerbach三次曲线：Z（X（5）,X (1))，这里X (5) = 费尔巴哈点
Darboux三次曲线：Z（X（20）,X (1))，这里X (20) = De Longchamps点
Neuberg三次曲线：Z（X（30）,X (1))，这里X (30) = 欧拉无穷远点

## 坐标变换
一点具有三线{\displaystyle \alpha :\beta :\gamma }，则重心坐标为{\displaystyle a\alpha :b\beta :c\gamma }，这里{\displaystyle a}, {\displaystyle b}, {\displaystyle c}是三角形三条边长。相反地，重心坐标为{\displaystyle \alpha :\beta :\gamma }的点有三线{\displaystyle {\frac {\alpha }{a}}:{\frac {\beta }{b}}:{\frac {\gamma }{c}}}。
三线坐标和2维笛卡尔坐标之间存在转换公式。给定一个参考三角形{\displaystyle ABC}，将顶点B的位置表示成一个笛卡尔坐标的有序组，将其代数地写成一个以顶点{\displaystyle C}为起点的向量a。类似地定义顶点{\displaystyle A}为b。然后任何点{\displaystyle P}关于参考三角形{\displaystyle ABC}能定义一个2维笛卡尔坐标系，写成向量p = αa + βb。如果点{\displaystyle P}有三线坐标{\displaystyle x:y:z}，那么变换公式是：
{\displaystyle x:y:z={\frac {\beta }{a}}:{\frac {\alpha }{b}}:{\frac {1-\alpha -\beta }{c}},}
反过来，
{\displaystyle \alpha ={\frac {by}{ax+by+cz}},\,\beta ={\frac {ax}{ax+by+cz}}.}